# Aeródromo de El Naranjo
El aeródromo de El Naranjo (IATA: ENJ) es un aeródromo público guatemalteco ubicado cerca de El Naranjo en el departamento de Escuintla. El aeródromo da servicio a las comunidades agrícolas de la zona como Masagua, Obero, y Torremolinos.
El VOR-DME de San José (Ident: SJO) está localizado a 19,4 kilómetros al sur del aeródromo.